# Gemeentelijke herindelingsverkiezingen in Nederland 2010
Gemeentelijke herindelingsverkiezingen in Nederland 2010 geeft informatie over tussentijdse verkiezingen voor een gemeenteraad in Nederland die gehouden werden in 2010.

## Verkiezingen op 3 maart 2010
Op 3 maart 2010 werden tussentijdse gemeenteraadsverkiezingen gehouden in twee gemeenten die betrokken waren bij een herindelingsoperatie die op 18 maart 2010 werd doorgevoerd.
De volgende gemeenten waren bij deze verkiezingen betrokken:
- de gemeenten Rotterdam en Rozenburg: opheffing van Rozenburg en toevoeging van het grondgebied aan Rotterdam.[2]

In deze gemeenten zijn de reguliere gemeenteraadsverkiezingen van 3 maart 2010 niet gehouden.
Door deze herindeling daalde het aantal gemeenten in Nederland per 18 maart 2010 van 431 naar 430.

## Verkiezingen op 24 november 2010

### Herindelingsverkiezingen
Op 24 november 2010 werden tussentijdse gemeenteraadsverkiezingen gehouden in negentien gemeenten die betrokken waren bij een herindelingsoperatie die op 1 januari 2011 werd doorgevoerd.
De volgende gemeenten waren bij deze verkiezingen betrokken:
- de gemeenten Bodegraven en Reeuwijk: samenvoeging tot een nieuwe gemeente Bodegraven-Reeuwijk;[3]
- de gemeenten Abcoude en De Ronde Venen: samenvoeging tot een nieuwe gemeente De Ronde Venen;[4]
- de gemeenten Eijsden en Margraten: samenvoeging tot een nieuwe gemeente Eijsden-Margraten;[5]
- de gemeenten Andijk, Medemblik en Wervershoof: samenvoeging tot een nieuwe gemeente Medemblik;[6]
- de gemeenten Lith en Oss: samenvoeging tot een nieuwe gemeente Oss;[7]
- de gemeenten Breukelen, Loenen en Maarssen: samenvoeging tot een nieuwe gemeente Stichtse Vecht;[4]
- de gemeenten Bolsward, Nijefurd, Sneek, Wûnseradiel en Wymbritseradiel: samenvoeging tot een nieuwe gemeente Súdwest Fryslân.[8][9]

In deze gemeenten zijn de reguliere gemeenteraadsverkiezingen van 3 maart 2010 niet gehouden.
Door deze herindelingen daalde het aantal gemeenten in Nederland per 1 januari 2011 van 430 naar 418.

### Uitgestelde reguliere verkiezingen
Op 24 november 2010 werden uitgestelde reguliere gemeenteraadsverkiezingen gehouden in tien gemeenten. Het betrof hier gemeenten die de reguliere gemeenteraadsverkiezingen van 3 maart 2010 hadden overgeslagen in verband met een voorgenomen herindeling, die echter in 2010 niet geëffectueerd werd.
De volgende gemeenten waren bij deze verkiezingen betrokken:
- de gemeenten Bergen, Gennep en Mook en Middelaar;
- de gemeenten Bussum, Muiden, Naarden en Weesp;[10]
- de gemeenten Renswoude, Scherpenzeel en Woudenberg.